# ليندا هاينز
ليندا هاينز (بالإنجليزية: Linda Haynes)‏ هي ممثلة أمريكية، ولدت في 4 نوفمبر 1947 بفلوريدا في الولايات المتحدة.

## وصلات خارجية
- ليندا هاينز على موقع IMDb (الإنجليزية)
- ليندا هاينز على موقع قاعدة بيانات الفيلم (الإنجليزية)